# Uniontown (Washington)
Uniontown és una població dels Estats Units a l'estat de Washington. Segons el cens del 2000 tenia 345 habitants.

## Demografia
Segons el cens del 2000, Uniontown tenia 345 habitants, 133 habitatges, i 96 famílies. La densitat de població era de 146,4 habitants per km².
Dels 133 habitatges en un 33,1% hi vivien nens de menys de 18 anys, en un 60,2% hi vivien parelles casades, en un 9,8% dones solteres, i en un 27,1% no eren unitats familiars. En el 22,6% dels habitatges hi vivien persones soles el 6,8% de les quals corresponia a persones de 65 anys o més que vivien soles. El nombre mitjà de persones vivint en cada habitatge era de 2,59 i el nombre mitjà de persones que vivien en cada família era de 3,06.
Per edats la població es repartia de la següent manera: un 29,6% tenia menys de 18 anys, un 6,7% entre 18 i 24, un 26,7% entre 25 i 44, un 24,3% de 45 a 60 i un 12,8% 65 anys o més.
L'edat mediana era de 37 anys. Per cada 100 dones de 18 o més anys hi havia 99,2 homes.
La renda mediana per habitatge era de 36.042 $ i la renda mediana per família de 46.250 $. Els homes tenien una renda mediana de 31.607 $ mentre que les dones 21.250 $. La renda per capita de la població era de 16.390 $. Aproximadament el 2,1% de les famílies i el 2,3% de la població estaven per davall del llindar de pobresa.

## Poblacions més properes
El següent diagrama mostra les poblacions més properes.